# 페테르 마하이디크
페테르 마하이디크(슬로바키아어: Peter Machajdík, 1961년 6월 1일 ~ )는 슬로바키아의 작곡가이자 음향예술가이다. 체코슬로바키아의 브라티슬라바 출신이며, 독일의 베를린으로 이주해 그곳에서 성장하였다. 이후 브라티슬라바 경제 대학교를 졸업했으며, 1992년부터 프리랜서 작곡가로 활동하면서 독일 의학술교환서비스인 DAAD에 참여하였다.

## 레지던스 아티스트
- 1999 - 아티스트하우스 Schloss Wiepersdorf 독일
- 2003 - 아티스트하우스 Worpswede 독일
- 2004 - 아티스트하우스루카스 Ahrenshoop 독일
- 2011 - 비세그라드펀드[1], 프라하, 체코
- 2013 - 유덴부르크, 오스트리아

## 주요작품
- 현악 사중주[2]
- 피아노 곡[3]
- 기타와 현악 사중주 《아들》 The Son (2017)
- 오르간을 위한 Portus pacis (2016)
- 비올라와스트링오케스트라를 위한 《파도뒤에》Behind the Waves[4] (2016)
- 현악 사중주과와플레이백을 위한 《바다와사막》 Seas and Deserts (2015)
- 피콜로, 플루트, 클라리넷,베이스 클라리넷, 현악사중주, 두개의 피아노 Danube Afterpoint[5] (2015)
- 아코디언과플레이백을 위한 《탈출》 Effugium (2015)
- 플루트와피아노를 위한 Senahh (2015)
- 아코디언 《녹색》 Green (2015)
- 뉴 미디어, 비디오, 전자 음악 《허용 오차》 Tolleranza[6] (2015)
- 팀파니, 스네어드럼,베이스드럼및문자열오케스트라를 위한 《격동의시대》Turbulent Times (2014) 2015년 1월 30일에 초연. 금난새와슬로바키아라디오심포니오케스트라[7].
- 바이올린과피아노를 위한 Spomaleniny (2014)
- 비올라와피아노를 위한 Munk (2013)
- 뉴 미디어, 비디오, 전자 음악 《바다와케이지》 Waters and Cages[8] (2012)
- 스트링오케스트라 《모래언덕에서바람처럼》 Like the Wind in the Dunes[9] (2011)
- 피아노를 위한 The Immanent Velvet (2011)
- 합창곡 《자비송》Kyrie (2011)
- 바이올린과피아노를 위한 Pictures of a Changing Sensibility (2011)
- 피아노를 위한 Linnas (2011)
- 합창과튜블러 벨을 위한 Domine (2011)
- 하프 또는 하프시코드를 위한 Flower full of Gardens (2010)
- 관현악을 위한 《산호세》San José (2010)
- 2 대의 바얀과오케스트라를위한협주곡 Double Bayan Concerto (2008)
- 오르간을 위한 On the Seven Colours of Light[10] (2007)
- 현악사중주 To the Rainbow So Close Again (2004)
- 하프를 위한 Nell'autunno del suo abbraccio insonne[11] (2004)
- 피아노를 위한 Obscured Temptations (2003)
- 합창곡 Si diligamus invicem (2002)
- 스트링오케스트라 Namah[12] (2000)
- 스트링오케스트라 Lasea (2000)
- 오보에을 위한 Kirin (2000)
- 전자음악 ... and the earth will delight (1988)

## 영화 음악
- Wild Slovakia[13] (2015 )
- The Lynx Liaison[14] (2010 )
- 4 Schüler gegen Stalin[15] (2005)

## 음반목록
- 1995: THE ReR QUARTERLY © QUARTERLY、ReR Volume 4 No 1 CD ReR 0401
- 2003: NAMASTE SUITE 형태: CD (클라리넷 - Guido Arbonelli) © Mnemes HCD 102
- 2008: NUOVE MUSICE PER TROMBA 6 형태: CD (트럼펫 - Ivano Ascari) © AZ 5005
- 2008: THE HEALING HEATING (R(A)DIO(CUSTICA) SELECTED 2008) 「라디오 아트」 형태: CD © Czech Radio
- 2008: NAMAH[16] (실내악) 형태: CD © musica slovaca 카탈로그번호 SF 00542131
- 2009: MINIMAL HARP[17] (하프 - 프로라레다 사키 Floraleda Sacchi), (페테르마하이디크, 필립 글래스, 리게티 죄르지, 존 케이지, 아르보 패르트, 마이클 니만) 형태: CD © DECCA / Universal 476 317
- 2011: INSIDE THE TREE[18] 형태: CD © Amadeus Arte 카탈로그번호 AA11003
- 2012: CZECHOSLOVAK CHAMBER DUO (안토닌 드보르자크, 페테르마하이디크, 니콜라스슈나이더트르나바) 형태: CD © Czech Radio, 카탈로그번호 #CR0591-2
- 2012: A MARVELOUS LOVE[19] (오르간 음악) (페테르마하이디크, Patricia Van Ness、Jim Dalton、Tim Rozema、Al Benner、Thomas Åberg、Harold Stover), 형태: CD © Albany Records, 카탈로그 번호 TROY1357
- 2012: THE IMMANENT VELVET[20] (실내악) 형태: CD © Azyl Records, 카탈로그번호 R266-0024-2-331
- 2018: FRIENDS IN COMMON TIME[21] (플루트 - Rebecca Jeffreys, 피아노 - Alexander Timofeev) (작곡가: 페테르마하이디크, Tor Brevik, Francis Kayali, Adrienne Albert, Peter Kutt, Andre Caplet, Kevin W. Walker, Alexander Timofeev) Catalogue No. © Copyright - Rebecca Jeffreys (700261465210)
- 2018: BIRDS (하프시코드 - Elina Mustonen) (작곡가: 페테르마하이디크, 윌리엄 버드, 장필리프 라모, 프랑수아 쿠프랭, Olli Mustonen)
- 2019: BOWEN-REGER-MACHAJDÍK-BRAHMS[22] (비올라 - Ivan Palovič, 피아노 - Jordana Palovičová). 작곡가: 페테르마하이디크, 요하네스 브람스, 요크 보웬, 막스 레거) 2019 © Pavlík Records